# 全華圖書

全華圖書股份有限公司於西元1973年成立於臺灣臺北市，初期以提供高級職業學校的審訂教科書為主要營業項目。經過近50年發展，除為技職教育與大專院校學生們提供教科書外，也在2004年開始為普通高中學生提供教科書。目前全華出版圖書已達陸仟餘種，囊括：汽車、機械、電機、電子、通訊、資訊、工管、土木建築、化工、設計、商管、日語、餐旅、休閒、美容、觀光等領域，也代理銷售西文教科書與教育版軟體，以朝綜合性出版公司發展。

## 外部連結
- 全華‧科友圖書公司（页面存档备份，存于）